# Unarokovo
Unarokovo (del ruso: Унароково) es un seló del raión de Mostovskói del krai de Krasnodar, en el sur de Rusia. Está situado a orillas del río Chojrak, de la cuenca del Kubán a través del Labá, 43 km al noroeste de Mostovskói y 125 km al sureste de Krasnodar, la capital del krai. Tenía 2 011 habitantes en 2010.
Es cabeza del municipio Unarokovskoye, al que pertenecen asimismo Slavianski.

## Historia
La localidad fue fundada en 1895.